# Strobilurus conigenoides
Strobilurus conigenoides är en svampart som först beskrevs av Job Bicknell Ellis, och fick sitt nu gällande namn av Rolf Singer 1962. Strobilurus conigenoides ingår i släktet Strobilurus och familjen Physalacriaceae.   Inga underarter finns listade i Catalogue of Life.